# أنخيل روميرو
أنخيل روميرو (بالإسبانية: Ángel Romero Villamayor) (4 يوليو 1992 في باراغواي - ) هو لاعب كرة قدم باراغواياني في مركز الهجوم. شارك مع منتخب باراغواي لكرة القدم. أما مع النوادي، فقد لعب مع سيرو بورتينيو ونادي كورينثيانز.

## مسيرته الكروية
لعب أنخيل روميرو خلال مسيرته الاحترافية مع 3 أندية في عشرة مواسم وسجل خلالها 52 هدفًا ضمن 209 مباراة. ولم يفز بأي موسم بالكأس وفاز في أربعة مواسم بالدوري.
خاض أنخيل روميرو مسيرته مع نادي سيرو بورتينيو في موسم 2011 ليلعب معه أربعة مواسم، مشاركًا في 72 مباراة سجل خلالها 31 هدفًا. ثم انتقل إلى نادي كورينثيانز في موسم 2014 ليلعب معه خمسة مواسم، حيث شارك في 117 مباراة سجل خلالها 17 هدفًا. لينتقل بعدها إلى نادي سان لورينزو في موسم 2019–20 لمدة موسم واحد، مشاركًا في 20 مباراة سجل خلالها 4 أهداف.

## وصلات خارجية
- أنخيل روميرو على موقع قاعدة بيانات كرة القدم.إي يو (الإنجليزية)
- أنخيل روميرو على موقع ناشيونال فوتبول تيمز (الإنجليزية)
- أنخيل روميرو على موقع Soccerway.com (الإنجليزية)
- أنخيل روميرو على موقع عالم كرة القدم.نت (الإنجليزية)
- أنخيل روميرو على موقع AS.com (الإسبانية)